# Tatiana Bvegadzi
Tatiana Martine Bvegadzi, née le 30 janvier 1979, est une judokate de la République du Congo.

## Carrière
Tatiana Bvegadzi évolue dans la catégorie des plus de 78 kg ; elle est médaillée d'argent aux Jeux africains de 2003 et médaillée de bronze aux Championnats d'Afrique de judo 2004. Elle est éliminée en repêchages des Jeux olympiques de 2004 par la Britannique Karina Bryant.